# سوهروالد
سوهروالد (به آلمانی: Söhrewald) یک شهر در آلمان است که در کسل واقع شده‌است. سوهروالد ۵٬۱۴۳ نفر جمعیت دارد.